# Корнијон ан Тријев
Корнијон ан Тријев (фр. Cornillon-en-Trièves) насеље је и општина у источној Француској у региону Рона-Алпи, у департману Изер која припада префектури Гренобл.
По подацима из 2011. године у општини је живело 171 становника, а густина насељености је износила 12,21 становника/km². Општина се простире на површини од 14 km². Налази се на средњој надморској висини од 800 метара (максималној 1.106 m, а минималној 493 m).

## Демографија
| 1962. | 1968. | 1975. | 1982. | 1990. | 1999. | 2011. |
| ----- | ----- | ----- | ----- | ----- | ----- | ----- |
| 138   | 128   | 132   | 142   | 142   | 137   | 171   |

График промене броја становника у току последњих година